# CFFA
El CFFA (Centre de Formation de Football Andoharanofotsy) es un equipo de fútbol de Madagascar que juega en la Liga Regional de Antananarivo, una de las ligas regionales que conforman el Campeonato malgache de fútbol, la primera división nacional.

## Historia
Aparece como un equipo desconocido dentro de la Copa de Madagascar como un equipo que nunca ha participado en la primera división nacional, pero en la temporada 2021 gana la Copa de Madagascar por primera vez venciendo 3-1 al CNaPS Sport y eliminando a equipos como el ASSM Elgeco Plus y al campeón defensor AS Adema.
A nivel internacional participa por primera vez en la Copa Confederación de la CAF 2021-22 en donde es eliminado en la segunda ronda por el Interclube de Angola.
En la Pro League de Madagascar 2021-22 se coronó campeón por primera vez en su historia de luego de vencer con un resultado de 3:0 ante Ajesaia

## Palmarés
- Campeonato malgache de fútbol: 1

2022
- Copa de Madagascar: 1

2021

## Participación en competiciones de la CAF
| Temporada | Torneo                       | Ronda      | Club           | Casa  | Visita | Global |
| --------- | ---------------------------- | ---------- | -------------- | ----- | ------ | ------ |
| 2021/22   | Copa Confederación de la CAF | 1          | Kabwe Warriors | 0 - 0 | 2 - 1  | 2 - 1  |
| 2021/22   | Copa Confederación de la CAF | 2          | GD Interclube  | 0 - 3 | w.o.1  | 0 - 3  |
| 2022/23   | Liga de Campeones de la CAF  | Preliminar | Royal Leopards | 2 - 3 | 1 - 2  | 3 - 5  |

1- CFFA abandonó el torneo antes de jugar el partido de vuelta.